# Сафран (видавництво)
Сходознавче видавництво «Сафран» (Safran Book) — українське видавництво, що спеціалізується на літературі Азії, зокрема китайськомовній. Працює у трьох основних напрямах: класика, сучасна література та дитяча література. Окрім книжок, видає тайванську маньхву.

## Історія
Засновниця «Сафрану» Світлана Призинчук спершу планувала створити журнал, присвячений Азії. Однак під час навчання у Школі видавничого бізнесу від Litosvita Призинчук зрозуміла, що в Україні доцільніше буде зайнятися виданням східної літератури. Підготовку до створення видавництва Світлана Призинчук розпочала наприкінці 2016 року, а офіційно зареєструвала його навесні 2018-го.
«Сафран» вийшов на ринок на Книжковому Арсеналі 2019 року, представивши перші переклади китайської класики: «Джвандзи» та «Чайного канону». «Джвандзи» увійшов у список найкращих книг того року від Українського ПЕН, а «Чайний канон» отримав спецвідзнаку Малого журі BookForum.
У 2024 році літературною премією імені Романа Гамади було відзначено виданий «Сафраном» переклад Юлії Осадчої-Феррейри роману «Постіль» Таями Катая.
На середину 2024 року портфоліо видавництва налічує 30 книжок. На постійній основі у «Сафрані» працюють лише директор, яка виконує функції операційного та стратегічного менеджера, а також бухгалтер на аутсорсі. Усі інші спеціалісти ангажуються на конкретні книжкові проекти. За роки свого існування видавництво мало справу майже з 80-ма різними спеціалістами, чимало з яких переходять із проекту в проект. Одним із редакторів видавництва є Ю-Суань Су, тайванець, який володіє українською мовою.

## Транслітерація
Видавництво використовує китайсько-українську транскрипцію Кірносової-Цісар, а також виступає проти затвердження «поліванівки» для японсько-української передачі.